# Proserpinus juanita
Espèce
Proserpinus juanita est une espèce d'insectes lépidoptères (papillons) de la famille des Sphingidae, sous-famille des Macroglossinae, de la tribu des Macroglossini et du genre Proserpinus.

## Description
L'envergure est 45–64 mm. L'aile antéro-inférieure à sa partie basse présente une bande orange qui peut être vestigiale ou absente. La face supérieure de l'aile postérieure est orange pâle ou jaunâtre et la bande marginale de l'aile postérieure est noire.

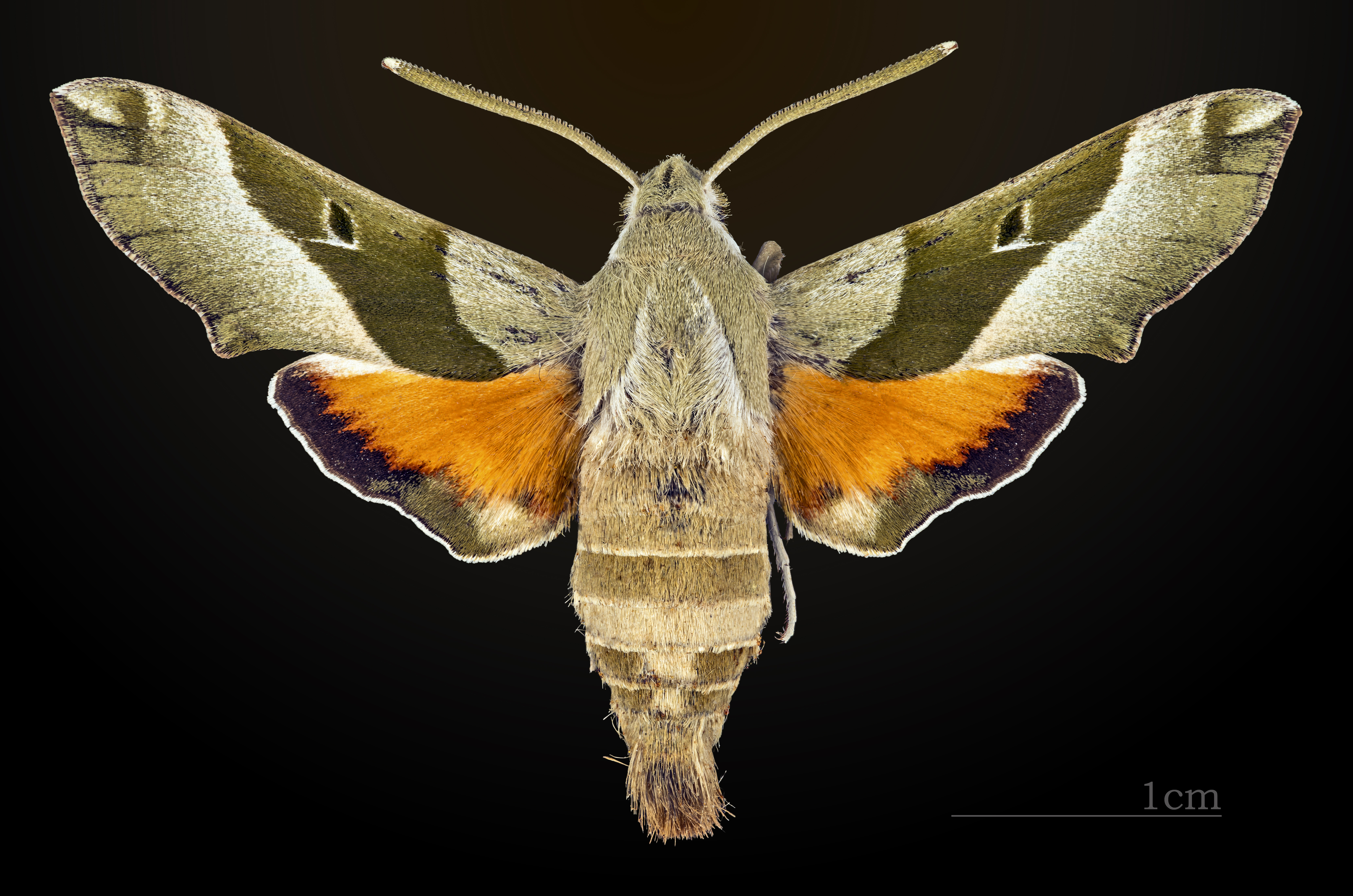
Face dorsale du mâle (coll.MHNT)
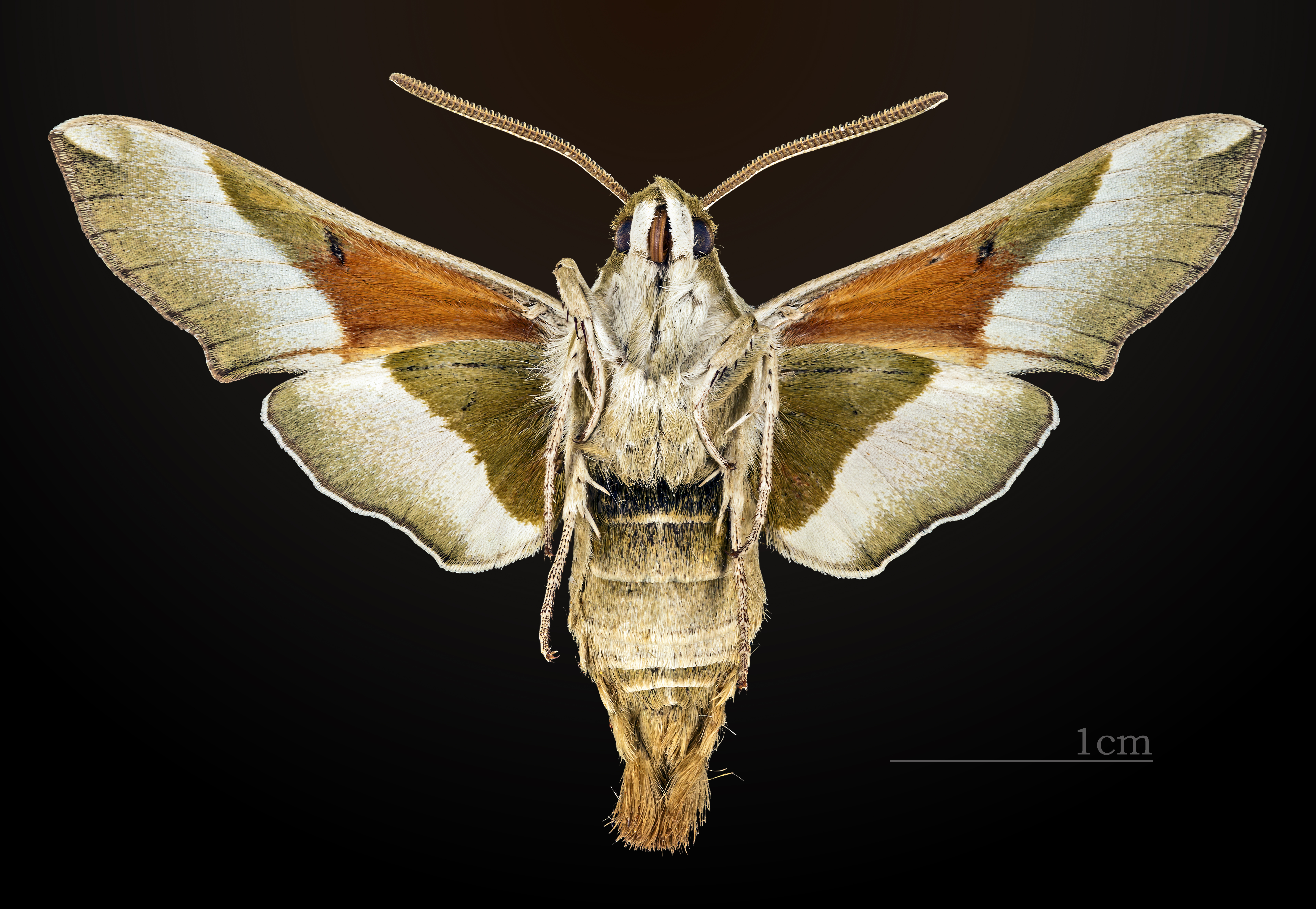
Revers du mâle (coll.MHNT)

## Biologie
Les adultes volent de la mi-mars à juin ; une seule génération par an.

### Alimentation
- L'imago se nourrit du nectar de différentes fleurs incluant :  Salvia columbariae, Asclepias cordifolia, Ribes aureum, Dichelostemma capitatum, Clarkia, Vicia et les genres Cirsium et Stachys.

- Les chenilles se nourrissent sur les Onagraceae, y compris les genres Oenothera, Gaura et Epilobium[1].

## Distribution et habitat
Distribution
Il est nord-américain : du Dakota du Nord au sud de l'Arizona et à l'est dans le Missouri et le Texas.
Habitat
L'habitat est constitué de bois de chênes et de conifères.

## Systématique
- L'espèce Proserpinus juanita a été décrite par l'entomologiste américain Ferdinand Heinrich Hermann Strecker en 1876, sous le nom initial de Pterogon juanita[2].
- La localité type est la Californie.

### Synonymie
- Pterogon juanita Strecker, 1876 Protonyme
- Proserpinus juanita oslari Rothschild & Jordan, 1903[3].